# Monster Strike
Monster Strike (яп. モンスターストライク Monsutā Sutoraiku) — відеогра жанру фізичної головоломки з елементами рольової гри, стратегії і з кооперативним мультиплеєром. Розроблена Mixi для платформ iOS і Android. Гра була спільно створена Yoshiki Окамото. У Японії, назва часто скорочується до Monst (яп. モンスト Monsuto). Станом на 30 червня 2015, гра має щоденні доходи $ 4200000. Більш традиційна рольова гра Monster Strike була випущена для Nintendo 3DS в грудні 2015 року.